# Arhopala cooperi
Arhopala cooperi är en fjärilsart som beskrevs av Evans 1925. Arhopala cooperi ingår i släktet Arhopala och familjen juvelvingar. Inga underarter finns listade i Catalogue of Life.